# Cathédrale Saint-Étienne de Saint-Brieuc
Pour les articles homonymes, voir Cathédrale Saint-Étienne.
La cathédrale Saint-Étienne de Saint-Brieuc est une cathédrale catholique romaine, située dans la ville de Saint-Brieuc, dans le département des Côtes-d'Armor en Bretagne.
C’est l’une des neuf cathédrales historiques de Bretagne. Elle est actuellement le siège du diocèse de Saint-Brieuc et Tréguier, connu sous ce nom depuis 1852. Elle est une des sept cathédrales étapes du Tro Breiz.
Elle fait l’objet d’un classement au titre des monuments historiques depuis le 30 octobre 1906.

## Historique
La cathédrale actuelle, de style gothique, a été construite du XIIIe au XVIIIe siècle. Certaines reliques de saint Brieuc lui-même, datant du VIe siècle, y sont conservées.
Quelques dates importantes de la construction de la cathédrale :
- 1220 : plan du fronton occidental de la cathédrale d'après la cathédrale de Noyon, dans l'Oise. Construction de la tour nord. Elle devient le donjon épiscopal.
- 1431-1436 : construction de la tour sud (« Marie ») à la suite du don généreux du duc Jean V.
- XVIIe siècle : construction de corbelets soutenant la balustrade.
- Achèvement de la rosace de la nef en 1728.
- 1789-1794 : la cathédrale sert d'entrepôt et de remise.
- 1847-1849 : construction d'un nouvel orgue par le facteur d'orgues Aristide Cavaillé-Coll
- 11 juillet 1852[2] : sur la tour Marie, une flèche en charpente et en ardoise est frappée par la foudre, endommageant l'orgue nouvellement installé.
- 1853 : construction d'un hourd en bois surmonté d'un pyramidion par l'architecte en chef des monuments historiques, Ruprich Robert. Les corbelets sont transformés en consoles de mâchicoulis.
- 1889 : construction du porche central.

En 2012/2013, d'importants travaux de maçonnerie — re-jointement des pierres au mortier de chaux, badigeonnage, rafraîchissement... — ont été menés dans la partie du déambulatoire située derrière le chœur, puis au fond du chœur. Le dispositif d'éclairage a été renouvelé à cette occasion (voir section Mobilier ci-dessous). La rénovation s'est poursuivie en 2015 dans la nef et ses collatéraux.

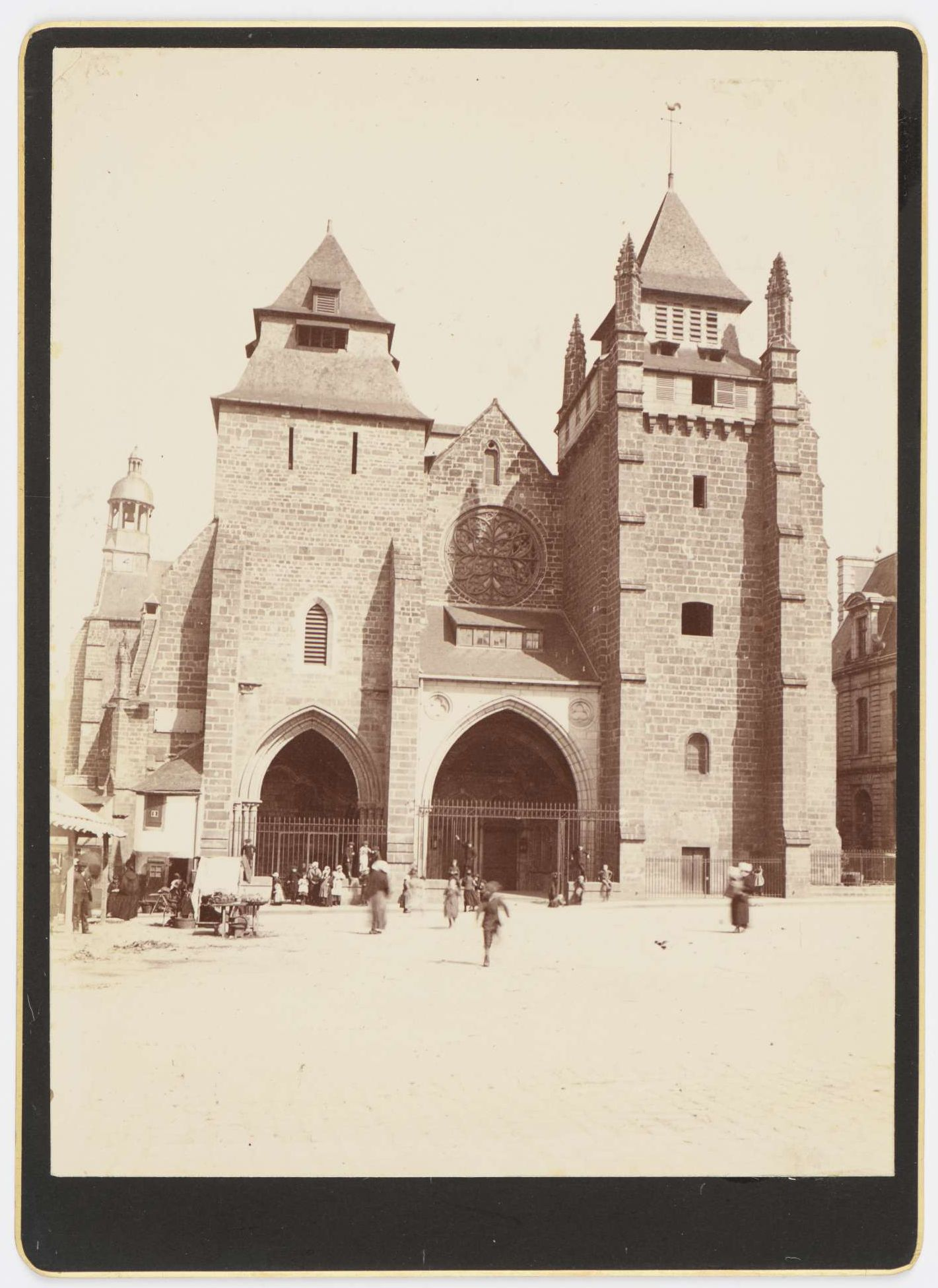
La cathédrale en 1891.
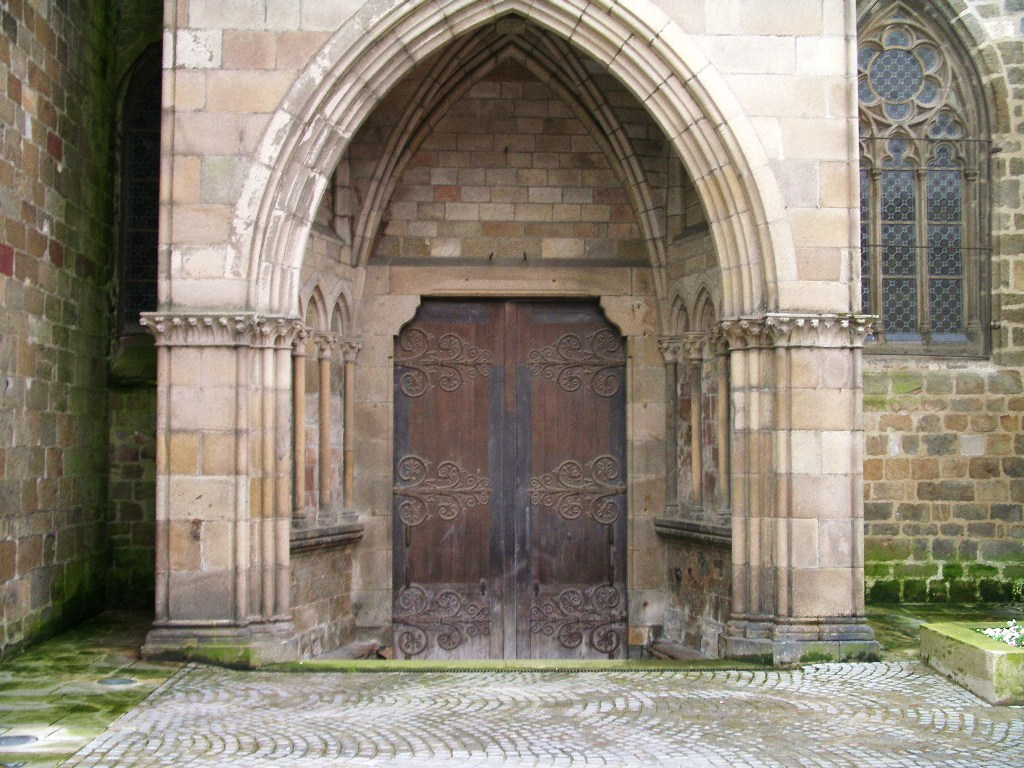
La porte du Martray

## Architecture
Les six pentures de la porte latérale nord dite « porte du Martray » ont été réalisées vers 1860 par le ferronnier d'art Pierre Boulanger. Quatre de ces pentures ont été sciées pour permettre l'ouverture de deux petites portes.
La cathédrale a été construite sur un marécage, sur des piliers en bois. Du fait de cette particularité et à la différence des autres cathédrales, qui comportent habituellement deux volées de marches montantes pour entrer dans la nef, l'entrée comporte deux volées de marches descendantes. Il en résulte une sorte de trompe-l'oeil, la nef étant plus haute que ne le laisse supposer la vue extérieure.

## Vitraux et peinture murale
Hubert de Sainte-Marie est réputé avoir réalisé des travaux sur certains vitraux de la cathédrale.
La chapelle d'axe est badigeonnée d'ocre jaune en 1844 et pourvue d'un décor polychrome entre 1863 et 1866, qui sera de nouveau badigeonné  en 1870, puis entièrement décapé en 1882. Ce sont des travaux de restaurations en 2010 qui permirent  de découvrir la trace d'un badigeon jaune sur le fenestrage. En examinant le triforium, d'autres traces apparurent, des traces de fragments de décor au revers de l'autel majeur, dans le déambulatoire apparurent également, vraisemblablement plus anciennes. L'Atelier de Restauration et de Conservation d’Objets d’Art, rendit un rapport en octobre 2011, ainsi que le restaurateur d'art Joël Marie. Il fut décidé de restituer le badigeon ocre, les chapiteaux romans en ocre rouge, ainsi que le décor néogothique de la chapelle d'axe. Restitution des décors achevée en 2017.

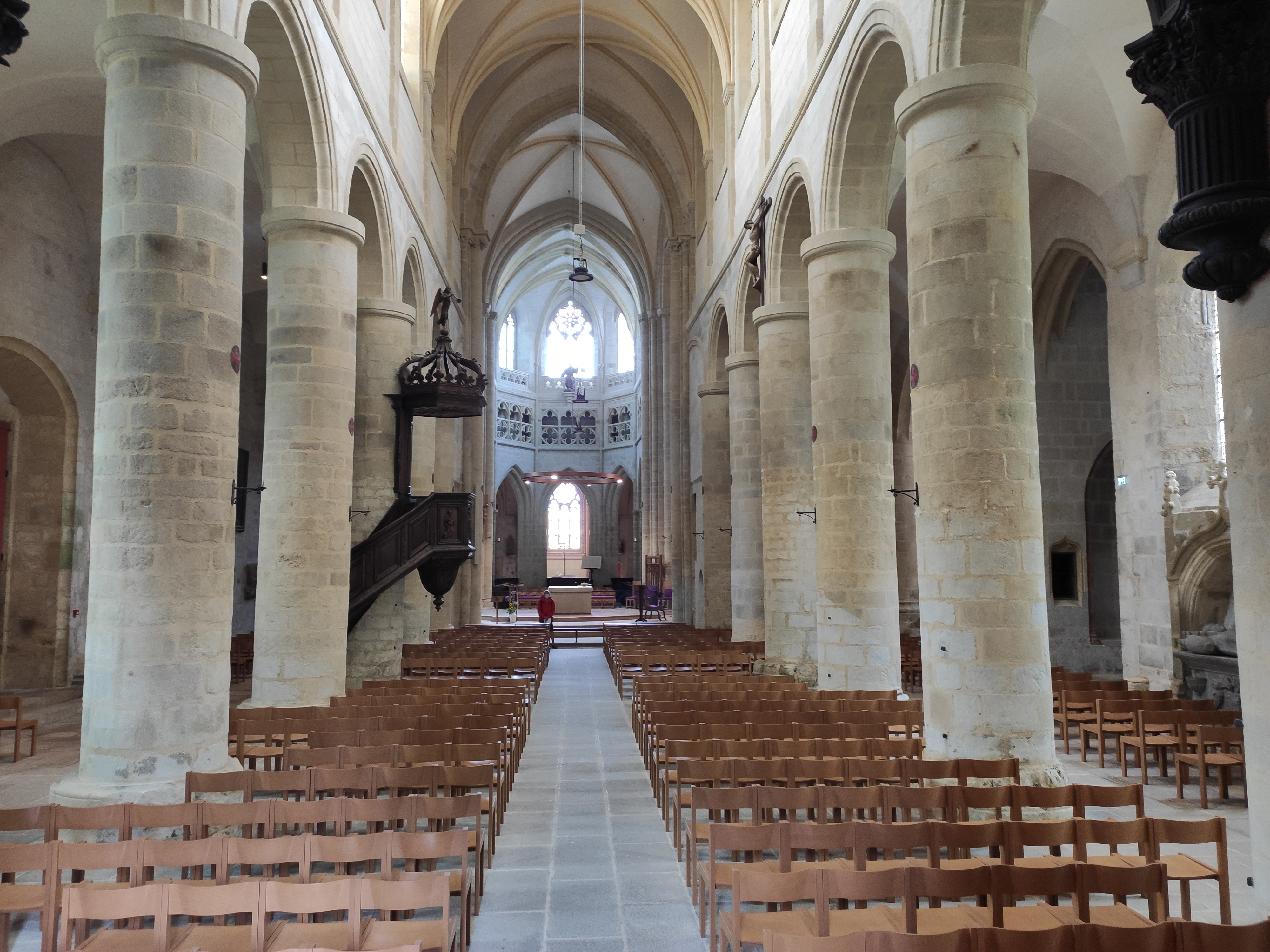
La nef.
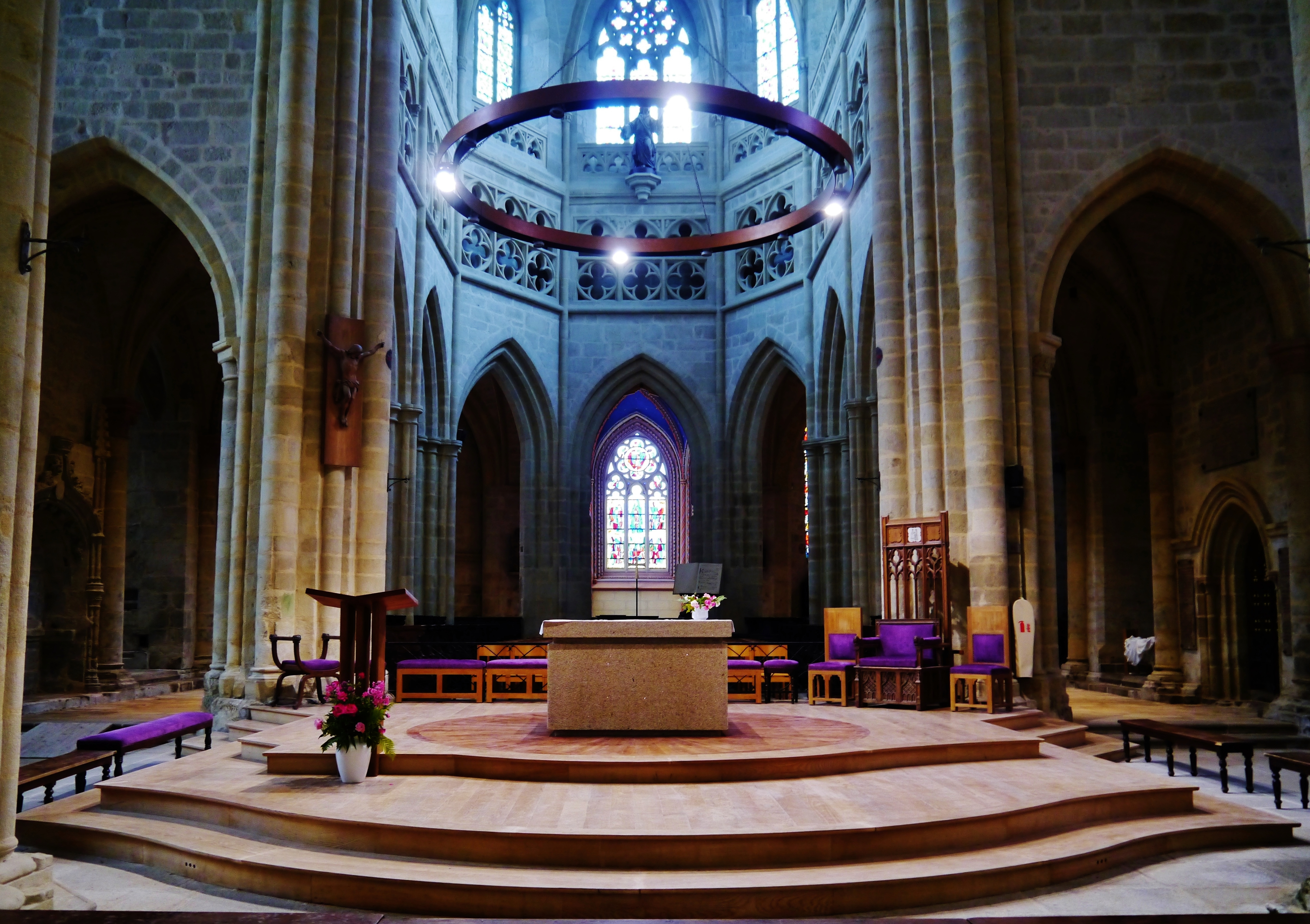
le chœur.

## Mobilier
L'autel de croisée et le lutrin sont contemporains, la cathèdre de style historiciste. Au-dessus de l'autel, la voute de la croisée du transept supporte le poids d'un grand lustre d'église de type couronne de lumières, également contemporain, de 3,84 mètres de diamètre. Ce luminaire a été complété par huit couronnes de lumières (2012) réalisées par la société AEI (Boquého) et installées dans les transepts et la nef. Elles sont visuellement identiques mais d'un diamètre à peu près deux fois moindre que celui de la grande « roue ».

## L'orgue

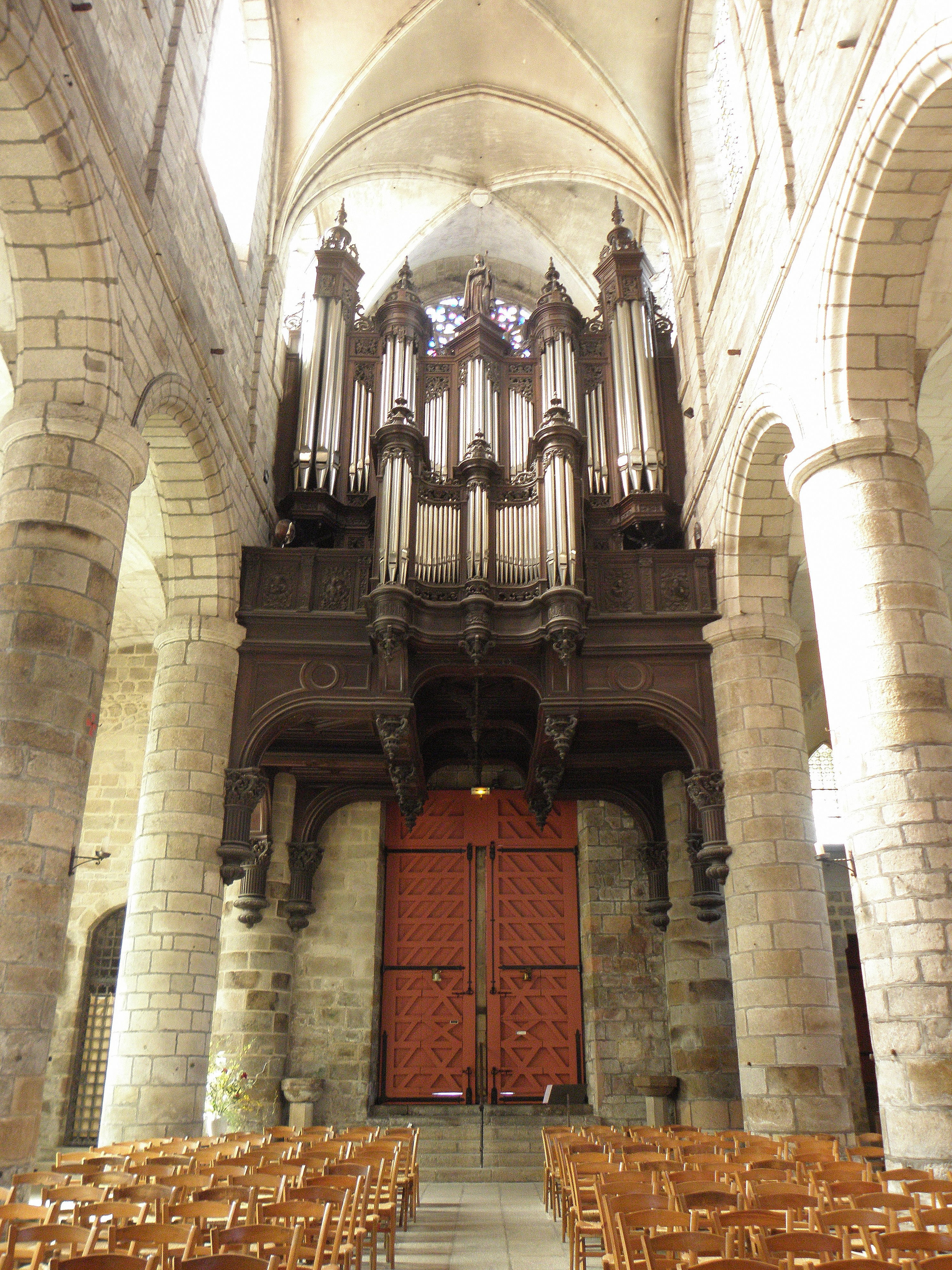
Les grandes orgues.

Composition
| I - Positif 54 notes |
| Bourdon 8'           |
| Flûte harmonique 8'  |
| Salicional 8'        |
| Unda Maris 8'        |
| Prestant 4'          |
| Doublette 2'         |
| Plein-Jeu III        |
| Trompette 8'         |
| Clairon 4'           |
| Cromorne 8'          |

| II - Accouplement 54 notes |

| III - Grand Orgue 54 notes |
| Bourdon 16'                |
| Montre 16'                 |
| Bourdon 8'                 |
| Flûte harmonique 8'        |
| Viole de gambe 8'          |
| Duciana 4'                 |
| Prestant 4'                |
| Doublette 2'               |
| Quinte 2 2/3'              |
| Plein-Jeu V                |
| Cornet V                   |
| Bombarde 16'               |
| Trompette 8'               |
| Basson 8'                  |
| Clairon 4'                 |

| IV - Récit expressif 54 notes |
| Viole de gambe 8'             |
| Voix céleste 8'               |
| Flûte traversière 8'          |
| Flûte octaviante 4'           |
| Octavin 2'                    |
| Trompette 8'                  |
| Basson-hautbois 8'            |
| Voix humaine 8'               |

| Pédale 27 notes |
| Flûte 16'       |
| Flûte 8'        |
| Flûte 4'        |
| Bombarde 16'    |
| Trompette 8'    |
| Clairon 4'      |

## Les cloches
La cathédrale possède une sonnerie de cinq cloches de volée.
La tour du nord, dite Tour Brieuc (à gauche), abrite les deux plus grosses cloches. Le bourdon se situe derrière les abat-sons du bas, situés entre les contreforts, c’est-à-dire qu’il est relativement proche du sol. La cloche 2 se trouve derrière les abat-sons du haut de cette tour, au niveau de la toiture en ardoises.
La tour sud, dite tour Marie, ou du Midi (à droite), abrite les trois autres cloches.
- Cloche 1 (bourdon) : La 2 - 3.400 kilos, fondue en 1952 par la Fonderie Cornille-Havard, à Villedieu-les-Poêles (Manche)
- Cloche 2 : Si 2 - 2.360 kilos, fondue en 1834 par Viel-Tétrel et Viel-Ozenne frères, fondeurs de Villedieu-les-Poêles

- Cloche 3 : Do 3 - 2.000 kilos, fondue en 1844 par Viel-Tétrel et Viel-Ozenne, fondeurs de Villedieu-les-Poêles
- Cloche 4 : Ré 3 - 1.320 kilos, fondue en 1953 par Cornille-Havard, fondeur à Villedieu-les-Poêles
- Cloche 5 : Mi 3 - 920 kilos, fondue en 1953 par Cornille-Havard, fondeur à Villedieu-les-Poêles